# Asplenium genicoalitum
Asplenium genicoalitum är en svartbräkenväxtart som beskrevs av Fraser-jenk. Asplenium genicoalitum ingår i släktet Asplenium och familjen Aspleniaceae. Inga underarter finns listade.